# Сергаева, Дария Павловна
Да́рия Па́вловна Серга́ева (род. 11 декабря 2004) — российская художественная гимнастка, чемпионка России 2020 года в упражнениях с булавами, бронзовая призёрка того же года в упражнениях с обручем.
В 2017 году разделила 3-е место в индивидуальном многоборье на первенстве России среди юниорок (13—15 лет, КМС), затем два года подряд (2018, 2019) занимала 2-е место.
Летом 2019 года выступала на первом в истории юниорском чемпионате мира, где завоевала две золотые медали: в упражнениях с лентой и командную.
Родилась 11 декабря 2004 года в Нижнем Новгороде, является воспитанницей Нижегородского областного училища олимпийского резерва.